# Himerta pacifica
Himerta pacifica là một loài tò vò trong họ Ichneumonidae.